# 法明頓山 (密歇根州)
法明頓山（Farmington Hills）是美國密歇根州的一個城市。法明頓山是奧克蘭郡的第二大城市。2010年人口普查時，法明頓山有人口 79,740人。法明頓山是美國最安全的城市之一，在2010年排名全美第30安全的城市。

## 外部連結
- City of Farmington Hills official website
- Farmington/Farmington Hills Public Schools （页面存档备份，存于）
- Farmington/Farmington Hills Public Library （页面存档备份，存于）
- Mayor's Youth Council
- Pictures around Farmington Hills[永久]
- Oakland County, Michigan （页面存档备份，存于）